# 1012
1012 (MXII) fue un año bisiesto comenzado en martes del calendario juliano.

## Acontecimientos
- Nacimiento del apellido Tillería en Lyon, Francia.
- Tragedia de Maguncia
- Inicio de Operaciones Sistema Cutzamala
- Benedicto VIII sucede a Sergio IV como papa.
- Fundación de la ciudad San Adrián de Besós, en Cataluña, España.

## Nacimientos
- Balduino V de Flandes.
- García Sánchez III de Pamplona «el de Nájera», rey de Pamplona.
- Jimena Sánchez, reina consorte de León.
- Teobaldo III de Blois, conde de Blois, Meaux y Troyes.

## Fallecimientos
- Alphege, obispo de Winchester.
- Crescencio III, noble romano.
- Eyjólf Bolverksson, caudillo vikingo y jurista de Islandia.
- Ibn Al-Faradi, historiador andalusí.
- Germán III de Suabia, duque de Suabia.
- Hrafnkell Þórisson, caudillo vikingo y godi de Islandia.
- Ōe no Masahira, poeta y erudito confucionista de Japón.
- Otón de Baja Lotaringia, duque de Baja Lorena.
- Sergio IV, papa.
- Yusuf ibn Harun ar-Ramadi, poeta hispanoárabe.
- Roger I de Carcasona, conde de Carcasona, Cominges y Couserans.